# Oujisama Lv.1
Oujisama Level One (王子さまLV1 en japonés) es un videojuego del tipo RPG con una historia shōnen-ai de trama principal entre los protagonistas, que hace que sea reconocido como un "juego BL" (Boy's Love).
El juego está desarrollado por Alice Blue Soft. para la PC y fue introducido por primera vez en el mercado japonés el 22 de junio de 2001.
Si bien el juego no contiene escenas de sexo (yaoi), se ha vendido simultáneamente por separado un CD para agregar las escenas de este tipo.
El 20 de marzo de 2002, la empresa KID (Kindle Imagine Develop) distribuyó una versión para la consola PlayStation de Sony.

## Historia
El protagonista se llama Canaan, el segundo príncipe del reino Luukius, un país pequeño de la zona ciudad libre. A este príncipe no se le permitió tener un entrenamiento especial, por lo que su fuerza es la de una persona normal. 
Un día, en la ciudad, se forma un gremio de aventureros para romper el sello de un laberinto que permaneció cerrado durante mucho tiempo. Canaan y su sirviente, Celest se suman a la aventura...

## Continuaciones
Existen dos continuaciones del juego en cuestión:
- Oujisama Lv.1.5, con salida para PC el 22 de febrero de 2002 y para PlayStation el 20 de febrero de 2003.
- Oujisama Lv.2, con salida para PC el 16 de abril de 2004

## Merchandise
Existe un manga realizado por la diseñadora de personajes, Yuko Kuwabara, publicado por la difunta editorial Seiji Biblos en la revista Magazine Zero (se recopiló en dos tomos), así como también varios CD Dramas y Artbooks con guías para el juego.
- Datos: Q6054799